# Богословлаг

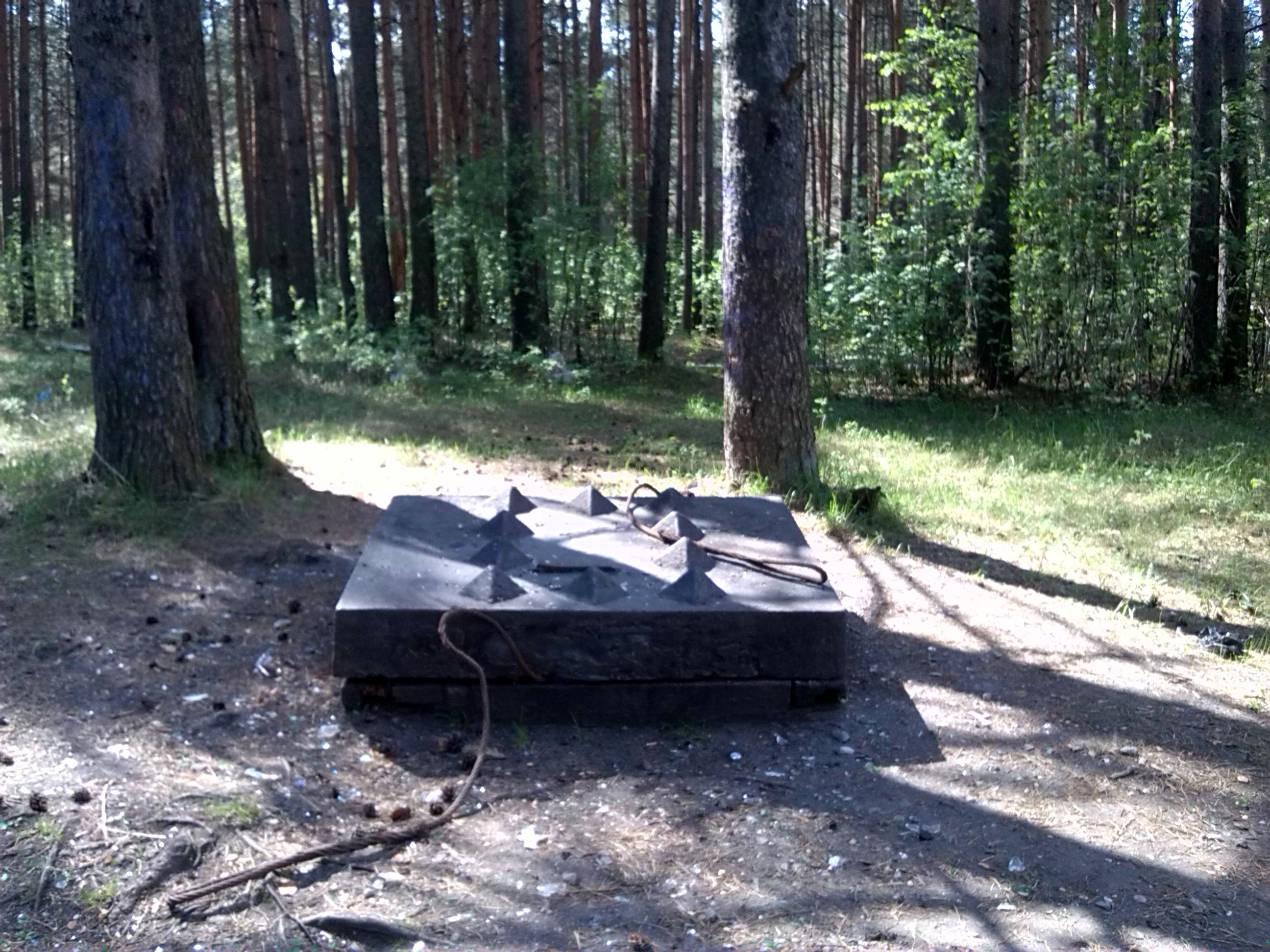
Памятная плита на месте захоронения спецконтингента в Комсомольском парке Карпинска (Богословска)

Богословлаг (Богословский исправи́тельно-трудо́вой ла́герь) — подразделение в Богословске (Карпинске- Краснотурьинске), действовавшее в структуре Главного управления исправительно-трудовых лагерей Народного комиссариата внутренних дел СССР (ГУЛАГ НКВД). Было создано для строительства Богословского алюминиевого завода и обслуживания Североуральских бокситовых рудников. Второй по численности лагерь (после Тагиллага) в Свердловской области.

## История
Богословлаг был создан 15 ноября 1940 года, закрыт 26 января 1949 года.
Место дислокации:
- станция Бокситы железной дороги имени Кагановича в 1940 г. (Свердловская обл.);
- посёлок Турьинские рудники Серовского района Свердловской области в 1941—1942 гг.;
- станция Турьинские рудники Свердловской железной дороги в 1944—1946 гг.;
- город Богословск Свердловской области в 1942—1947 гг.

Численность контингента на 1 октября 1941 года составляла 14 258 человек. В период с 1941 по 1946 годы в Богословлаге умерло 18,1 % трудармейцев, демобилизовано по инвалидности 29,8 %, арестовано 4 %.
С 1941 по 1945 год в лагере побывало 70 610 человек спецконтингента, из них 20 711 составляли советские этнические немцы.
21 сентября 1941 года привезли трудмобилизованных немцев из южных районов Украины, Северного Кавказа, и других районов страны.
В феврале 1942 года произошло второе поступление трудармейцев из Омской области (11 342 человека).
Национальный состав лагеря — 98,9 % советские немцы, родившиеся в Поволжье и Волго-Вятском районе, Ленинграде, уроженцы Украины, Молдавии и Крыма. Женщины составляли 0,5 % контингента (110 человек). Трудмобилизованные Богословлага были объединены в 5 стройотрядах.
С 1942 по 1947 год в Богословске была организована лагерная зона для советских немцев, мобилизованных для работ в угольной промышленности. В лагере было 16 бараков, в каждом по 25 комнат с нарами в три этажа на 18 человек. Территория лагеря была обнесена колючей проволокой, по углам находились 4 вышки с вооруженными охранниками. В лагере размещалось более 7000 человек в возрасте от 14 до 65 лет. На 1 января 1954 года в поселках 1-й и 2-й зоны проживало около 400 человек. Всего в Карпинском районе на спецпоселении находилось на этот момент 5298 немцев.
Фактически Краснотурьинск и Богословский алюминиевый завод были созданы руками заключённых — раскулаченных крестьян и этнических советских немцев, в частности немцев Поволжья, немцев Ленинграда и прочих, мобилизованных во время войны в трудовую армию. 
Смертность на строительстве была огромная: из 15 000 немецких трудармейцев по самым минимальным оценкам погибли около 20 %.
В то же время,  статистика общего числа построенных домов в Краснотурьинске ставит под сомнение утверждение, что весь город был построен заключенными. Так, за время существования Богословлага (1940-49 гг) было построено всего 85 домов общей площадью 58011 кв. м. (в Краснотурьинске на 2024 год было 559 домов общей площадью 1 367 749 кв.м.), или чуть более 4 процентов от суммарной площади всех построенных домов в городе.
В городе на берегу Краснотурьинского водохранилища установлен памятник погибшим на строительстве этническим советским немцам.